# Die ganze Welt braucht Liebe
Chansons représentant l'Autriche au Concours Eurovision de la chanson
Wohin, kleines Pony?
(1957) Der K und K Kalypso aus Wien
(1959)
Die ganze Welt braucht Liebe est une chanson interprétée par le chanteuse autrichienne Liane Augustin et dirigée par Willy Fantl pour représenter l'Autriche au Concours Eurovision de la chanson 1958 qui se déroulait à Hilversum, aux Pays-Bas.
Elle est interprétée en allemand, langue nationale, comme le veut la coutume avant 1966.
Il s'agit de la neuvième chanson interprétée lors de la soirée, après Margot Hielscher qui représentait l'Allemagne avec Für zwei Groschen Musik et avant Lys Assia qui représentait la Suisse avec Giorgio. À l'issue du vote, elle a obtenu 8 points, se classant 5e sur 10 chansons, à égalité avec Ma petite chatte de Fud Leclerc qui représentait la Belgique,.